# Mk 19
Il Mk 19 è un lanciagranate da 40 mm che è entrato in servizio nell'esercito statunitense durante la Guerra fredda, usato per la prima volta in azione nella guerra del Vietnam.

## Dettagli
Spara granate da 40 × 53 mm (quindi non intercambiabili con quelle da 40 × 46 mm dell'M203) con una cadenza di tiro di 325-375 colpi al minuto, con una cadenza pratica di 60 colpi/min (rapido) o 40 colpi /min (sostenuto). L'Mk 19 è in grado di lanciare una granata fino ad un bersaglio distante 2212 metri, anche se la sua portata effettiva è di 1500 metri; la distanza più sicura dove lanciare una granata è 310 metri, in combattimento viene ridotta a 75 metri. Inoltre, può essere dotato di un visore notturno nel caso debba essere utilizzato durante la notte. L'Mk 19 può essere montato su un treppiede (abbastanza raro, dato il peso) o direttamente su un veicolo. La granata standard per questa arma la M430 multiruolo la quale esplosione è potenzialmente letale nel raggio di cinque metri, con la possibilità di ferire nel raggio di 15 metri e ha la potenzialità di perforare circa 5 cm di acciaio per corazzatura, rendendolo molto efficace contro veicoli leggeri. Grazie al suo basso rinculo e il peso relativamente leggero, può essere montato su vari sostegni, comprese imbarcazioni, carri armati e altri veicoli.

## Utilizzatori
- Australia
- Corea del Sud
- Egitto
- Grecia
- Israele
- Ucraina
- Italia
- Libano
- Malaysia
- Messico
- Spagna
- Svezia
- Stati Uniti
- Taiwan